# Marta Brunet
Marta Brunet Cáraves (Chillán, Ñuble, Chile, 9 de agosto de 1897-Montevideo, Uruguay, 27 de octubre de 1967) fue una escritora y diplomática chilena.

## Biografía

### Infancia

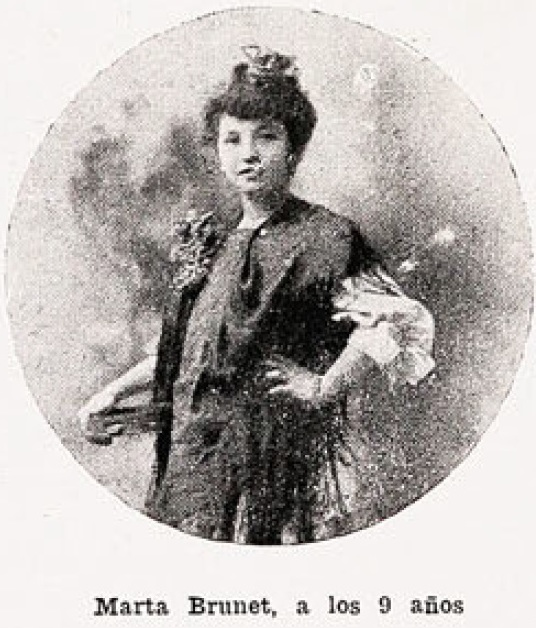
Marta a los nueve años

Marta Brunet fue la única hija del chileno Ambrosio Brunet Molina y de la española María Presentación Cáraves de Cossio, ambos provenientes de familias conservadoras. Sus primeros años de vida fueron en el fundo "La Granja" en la localidad de Pailahueque, de la comuna de Ercilla, en la Región de La Araucanía, donde recibió educación primaria de manera particular.
El ser criada en un mundo rural y campesino fue clave para el imaginario criollista que desarrolló en sus novelas. A los siete años, escribe sus primeras obras de teatro, en las cuales, los espectadores eran los animales domésticos del fundo donde residía.
A la edad de catorce, Brunet viaja por Europa junto a su familia, visitando los países de Suiza, Francia, Inglaterra, Italia, Alemania, Portugal y España; en este último, conoce a su familia materna en las comunidades de Cataluña y Asturias. En el Viejo Continente conoció las obras de Marcel Proust, Miguel de Unamuno, Azorín y Luigi Pirandello, quienes despertaron su interés por desarrollar conflictos humanos y sociales en sus relatos.

### Escritora
Tras la llegada de la Primera Guerra Mundial regresó a Chile, ingresando por Argentina a través de Brasil y Uruguay, residiendo frente al Feria de Chillán con su familia paterna entre 1919 y 1923, en donde inicia las publicaciones de cuentos en el diario La Discusión y El Día, bajo el seudónimo de Miriam, del cual pasó a su nombre real, Marta Brunet Cáraves.
Para 1922, Narciso Tondreau ofrece al Liceo de Hombres de Chillán para realizar una reunión entre artistas locales, denominada El círculo del arte, del cual en su primera sesión del 1 de junio, su directiva fue presidida por Brunet. En ese año también, realiza un viaje a la localidad de Rariruca, en la comuna de Curacautín, lugar que la inspira para crear la novela Montaña Adentro, publicada al año siguiente. Esta obra le valió ser aclamada por la crítica literaria chilena, como Gabriela Mistral con quien estableció una amistad hasta el fallecimiento de la poeta. Es así como Brunet pasa del anonimato a la fama, convertida ya en la mujer que encabezaba la nueva narrativa femenina chilena, sin embargo, desde la sociedad conservadora a la cual pertenecía su familia, fue muy criticada, siendo acusada de inmoral y hereje, por tratar el tema de la maternidad solitaria.
En 1924, su padre fallece y su madre es diagnosticada con un trastorno mental, lo cual lleva a Marta a viajar a Santiago y dedicar horas de trabajo en otras áreas como la quiromancia y limitar sus ideas de literatura a recetas de cocina. Aun así, consigue publicar obras en periódicos como los chilenos El Sur y La Nación y el argentino Caras y Caretas.
Los libros Don Florisondo y Bestia dañina fueron publicados en 1926, en las que siguió con las temáticas campesinas, que le sirvieron de pretexto para realizar hermosas descripciones paisajísticas. Ya en 1927, es publicada María Rosa, flor de Quillén, para la Revista Atenea. Antes que terminara la década de 1920, recibe su primer premio por un concurso realizado por el Diario El Mercurio.
Durante la década de 1930, Brunet consigue publicar más obras y el reconocimiento entre sus pares. Para 1930 sale a la luz Reloj de Sol y en 1931, el libro de cocina La hermanita hormiga, asimismo, inicia su trabajo en la Compañía Teatral de Aficionados, presentándose en los teatros Carrera y Comedia. Recibe en 1933 recibió el Premio de Novela de la Sociedad de Escritores de Chile y al año siguiente, fue redactora en la revista Familia, siendo posteriormente su directora. En 1938, publicó Cuentos para Marisol.

### Diplomática

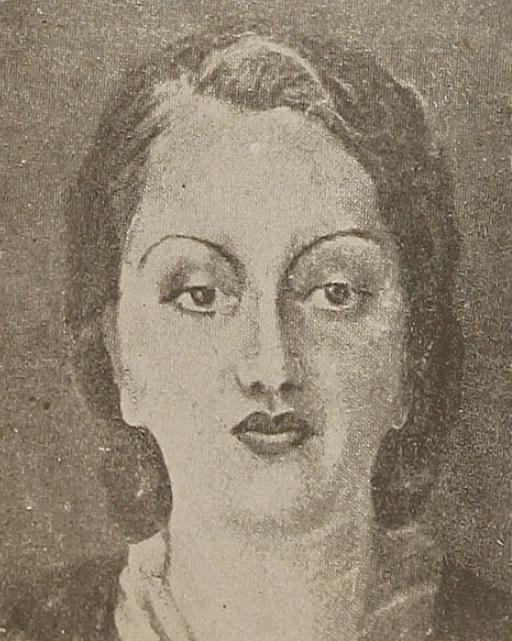
Óleo de Marta Brunet en 1943, hecho por María Tupper

Tras el Terremoto de Chillán de 1939, el presidente Pedro Aguirre Cerda la nombra cónsul honorario en La Plata, lo cual no le impide desempeñarse también como escritora. En 1943 es publicada, Aguas Abajo, colecciones de cuentos por los que recibiría el Premio Atenea, conferido por la Universidad de Concepción. Posteriormente el presidente Juan Antonio Ríos la designó cónsul de profesión adscrito al Consulado General de Chile en Buenos Aires hasta 1952. Sin embargo, el siguiente presidente, Gabriel González Videla, la designa como secretaria en la Embajada chilena en Buenos Aires.
Durante su labor como diplomática, enviaba libros a la biblioteca del Liceo de Niñas de Chillán. En 1960 se somete a una intervención quirúrgica en España, donde se encontraba cuando se le otorga el Premio Nacional de Literatura en 1961, por unanimidad del jurado, convirtiéndose en la segunda mujer en recibir este premio, después de Gabriela Mistral.
El 7 de junio de 1962 fue declarada Hija Ilustre de Chillán, dicho año además, dicta un curso sobre escritores latinoamericanos en el Liceo de Niñas de dicha ciudad. Sería la última vez que ella realizaría actividades en su ciudad natal. En octubre de 1963 fue nombrada Agregada Cultural de la Embajada de Chile en Brasil. En diciembre del mismo año fue nombrada Agregada Cultural de la Embajada de Chile en Uruguay, donde además fue incorporada a la Academia Nacional de Letras del Uruguay.

### Fallecimiento
Marta Brunet falleció el 27 de octubre de 1967; dicho día, a las 11:00 de la mañana, en una ceremonia en la cual era incorporada a la Academia Nacional de Letras de Uruguay, y precisamente en el instante que daba su discurso de agradecimiento frente al público, se desplomó a causa de un ataque cerebral. Fue trasladada de urgencia al Hospital Italiano de Montevideo, donde finalmente falleció.
A las 18:00, el Ministro de Relaciones Exteriores de Chile de ese entonces, Gabriel Valdés, emitió un comunicado oficial confirmando la noticia en Chile. Para el día 30 de octubre, sus restos llegan al Aeropuerto Internacional Arturo Merino Benítez, y luego son velados en la Iglesia de San Francisco.  Fue sepultada en el Cementerio General de Santiago, a pesar de que en su testamento, Marta señalara textual que: "Es mi voluntad que mis restos mortales se cremen y reciban sepultura en la tierra en que muera", asimismo, señala que su herencia fuera destinada a la Universidad de Chile, con la condición que esta casa de estudios, creara una beca en favor al Liceo de Niñas y el Liceo de niños de Chillán.

## Homenajes y legados
En 1972, el Liceo de Niñas de la ciudad de Chillán, cambia de nombre a Liceo Marta Brunet. No fue hasta 2011 que el Ministerio de Educación, considerara al recinto educacional como liceo de excelencia, rebautizándolo como Liceo Bicentenario Marta Brunet. Otras escuelas que llevan el nombre de la escritora, se ubican en Los Ángeles, Colbún, Punta de Cortés de Rancagua, La Serena y Macul.
Con respecto a los barrios, se puede mencionar el Barrio Marta Brunet de la comuna de Puente Alto, inserto en el sector de Bajos de Mena, en la periferia de Santiago de Chile. Dicho lugar fue escenario del Asesinato de Hans Pozo en 2006.
En 2017, Pablo Concha Ferreccio dona a la Universidad de Chile el único manuscrito autógrafo que se conserva de la novela Montaña Adentro, el cual había permanecido por casi veinte años en manos de su abuelo, el filólogo y docente de la Universidad de Chile Mario Ferreccio Podestá.

## Obras
- Montaña adentro, 1923.
- Bestia dañina, 1926.
- Doña Santitos, 1926

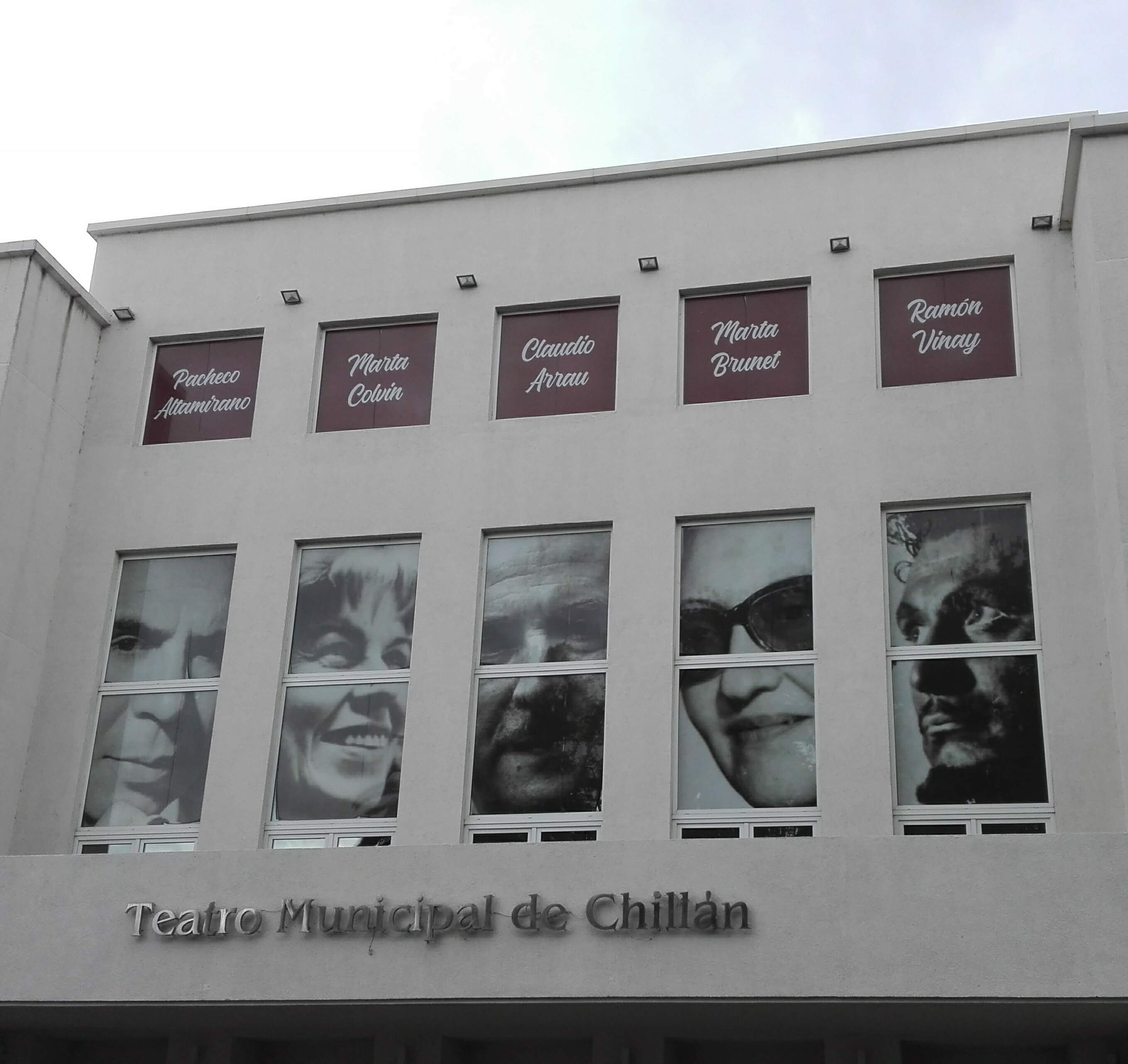
Imagen de Marta Brunet junto a Claudio Arrau, Marta Colvin, Arturo Pacheco Altamirano y Ramón Vinay, sobre la marquesina del Teatro Municipal de Chillán. Todos ellos, artistas nacidos en la ciudad de Chillán.

- María Rosa, flor del Quillén, 1927.
- Bienvenido, 1929.
- Reloj de sol, 1930.
- Cuentos para Mari-Sol, 1938.
- Aguas abajo, 1943.
- Humo hacia el sur, 1946.
- La mampara, 1946.
- Raíz del sueño, 1949.
- María Nadie, 1957.
- El mundo mágico del niño, 1959
- Aleluyas para los más chiquititos, 1960.
- Amasijo, 1962.
- Obras completas, 1963.
- Soledad de la sangre (Arca. Montevideo, 1967)